# The Initiative (Marvel)
The Initiative est un arc narratif de Marvel Comics sorti en 2007. Cet arc majeur, qui fait directement suite aux évènements de Civil War, nous montre la prise au pouvoir de Tony Stark et ses répercussions dans l'Univers Marvel et qui commence par le one-shot Civil War: The Initiative.
Le one-shot est écrit par Brian Michael Bendis et Warren Ellis et dessiné par Marc Silvestri. Centré sur Tony Stark, il est divisé en trois segments. Dans le premier, le mutant Michael Ponter, l'homme qui tua l'équipe canadienne Alpha Flight lorsqu'il était manipulé par Xorn trouve une chance de rédemption. Le deuxième segment se centre sur les Thunderbolts, qui sont maintenant des supervilains qui travaillent pour le gouvernement dans la poursuite des superhéros non registrés. Le segment final montre une conversation entre Miss Marvel, une alliée de Iron Man et Spider-Woman, un membre des Secret Avengers du Captain America.
Le one-shot promeut aussi des nouvelles séries comme Mighty Avengers et Avengers:The Initiative.

## Titres composant le crossover
- Civil War: The Initiative (épiloge de Civil War)
- Captain America (vol. 5) #26-30
- The Punisher War Journal (vol. 2) #6-11
- Sub-Mariner (vol. 2) #1-6
- Fantastic Four #544-550
- Black Panther (vol. 4) #26-30
- Iron Man (vol. 4) #15-16
- The Invincible Iron Man #17-18[1]
- The Order #1-4
- New Avengers #27-31
- Mighty Avengers #1-6
- Avengers: The Initiative #1
- Ms. Marvel (vol. 2) #13-17
- Nova (vol. 4) #2-3
- Omega Flight #1-5
- Thunderbolts #110-115

## Histoires parallèles
- Fallen Son: The Death of Captain America #1-6
- She-Hulk (vol. 2) #15-18
- Irredeemable Ant-Man #7-9
- Deadpool/GLI: Summer Fun